# Высшие звания Российской Федерации
Вы́сшие зва́ния Росси́йской Федера́ции — в России одна из форм признания государством и обществом заслуг отличившихся граждан. Входят в систему государственных наград Российской Федерации.
На сегодняшний день, согласно действующему законодательству, в Российской Федерации существуют три высших звания — «Герой Российской Федерации», «Герой Труда Российской Федерации» и «Мать-героиня».
Согласно Указу Президента РФ от 7 сентября 2010 года № 1099 «О мерах по совершенствованию государственной наградной системы Российской Федерации», высшие звания являются отдельным видом государственных наград, который в иерархии государственных наград Российской Федерации находится на первом месте.
Все три высших звания могут быть присвоены лишь единожды. В случае присвоения лицу и звания Героя Российской Федерации, и звания Героя Труда Российской Федерации на его родине на основании указа Президента Российской Федерации устанавливается бронзовый бюст с соответствующей надписью.

## Список высших званий Российской Федерации
По состоянию на июль 2025 года в России установлено 3 высших звания:
| № п/п | Наименование                     | Знак отличия                              | Установлено          | Первое награждение  | Количество награждённых | Основания для награждения | Соответствует                 |
| ----- | -------------------------------- | ----------------------------------------- | -------------------- | ------------------- | ----------------------- | --- | ----------------------------- |
| 1     | Герой Российской Федерации       | Медаль «Золотая Звезда»                   | 20 марта 1992 года   | 11 апреля 1992 года | 1240                    | за заслуги перед государством и народом, связанные с совершением геройского подвига | Герой Советского Союза        |
| 2     | Герой Труда Российской Федерации | Медаль «Герой Труда Российской Федерации» | 29 марта 2013 года   | 1 мая 2013 года     | 82                      | за особые трудовые заслуги перед государством и народом, связанные с достижением выдающихся результатов в государственной, общественной и хозяйственной деятельности, направленной на обеспечение благополучия и процветания России | Герой Социалистического Труда |
| 3     | Мать-героиня                     | Орден «Мать-героиня»                      | 15 августа 2022 года | 14 ноября 2022 года | 9                       | матерям, родившим и воспитавшим десять и более детей, являющихся гражданами России | Мать-героиня (СССР)           |

## Описание нагрудных знаков к высшим званиям Российской Федерации

### Герой Российской Федерации
Медаль «Золотая Звезда» представляет собой пятиконечную звезду с гладкими двугранными лучами на лицевой стороне. Длина луча — 15 мм. Оборотная сторона медали имеет гладкую поверхность и ограничена по контуру выступающим тонким ободком.
На оборотной стороне в центре медали расположена надпись выпуклыми буквами: «Герой России». Размер букв 4×2 мм. В верхнем луче — номер медали, высотой в 1 мм.
Медаль при помощи ушка и кольца соединяется с металлической позолоченной колодочкой, представляющей собой прямоугольную пластинку высотой 15 мм и шириной 19,5 мм, с рамками в верхней и нижней частях.
Вдоль основания колодочки идут прорези, внутренняя её часть обтянута муаровой трехцветной лентой в соответствии с расцветкой Государственного флага Российской Федерации.
Колодочка имеет на оборотной стороне нарезной штифт с гайкой для прикрепления медали к одежде. Медаль золотая, весом 21,5 грамма.

### Герой Труда Российской Федерации
Золотая медаль «Герой Труда Российской Федерации» представляет собой звезду с пятью гладкими двугранными лучами на лицевой стороне. Длина луча — 15 мм.
В центре звезды — рельефное изображение Государственного герба Российской Федерации.
На оборотной стороне в центре медали по горизонтали расположена рельефная надпись, выполненная прямыми буквами: «Герой Труда Российской Федерации».
Под надписью — номер медали.
Медаль при помощи ушка и кольца соединяется с прямоугольной колодкой высотой 15 мм и шириной 19,5 мм с позолоченными рамками в верхней и нижней частях.
Колодка обтянута шелковой, муаровой лентой цветов Государственного флага Российской Федерации.
На оборотной стороне колодки — нарезной штифт с гайкой для прикрепления медали к одежде.
Медаль из золота, весом 15,25 грамма.

### Мать-героиня
Орден «Мать-героиня» представляет собой пятилучевую звезду с лучами в виде золотых и родированных штралов. В центре звезды размещается круглый медальон с изображением Государственного герба Российской Федерации. Медальон покрыт красной эмалью и обрамляется рантом с выпуклой надписью «МАТЬ-ГЕРОИНЯ». На оборотной стороне располагается номер знака ордена. Расстояние между противоположными концами звезды составляет 30 миллиметров. Знак ордена при помощи ушка и кольца соединяется с металлической позолоченной колодкой, которая представляет собой бант, обтянутый муаровой трёхцветной лентой цветов Государственного флага Российской Федерации. Посередине бант перетянут декоративным кольцом с размещённым в центре бриллиантом. Ширина банта составляет 20 миллиметров, а длина — 30 миллиметров. На оборотной стороне колодки размещена булавка для прикрепления знака ордена к одежде.
Орден изготавливается из золота с бриллиантом и эмалью.